# Marck, Pas-de-Calais

Marck este o comună în departamentul Pas-de-Calais, Franța. În 1 ianuarie 2022 avea o populație de 10.468 de locuitori.